# 4526 Konko
4526 Konko este un asteroid din centura principală, descoperit pe 22 mai 1982 de Hiroki Kosai și Kiichiro Hurukawa.